# Devotio moderna
Devotio moderna (latinsky „současná, nynější zbožnost“) je název duchovního hnutí pozdního středověku, jehož původcem byl holandský učenec, kazatel a mystik Geert Groote (1340–1384), zakladatel sdružení Bratří společného života. Jádrem Devotio moderna byla vnitřní opravdovost a snaha o následování Ježíše Krista jako vzoru křesťanského života. Hnutí mělo veliký úspěch v Nizozemí, v Německu a ve Francii hlavně v 15. století a ovlivnilo i náboženské postoje reformátorů.

## Vznik
Devotio moderna vznikla krátce po Grootově smrti v Nizozemí, v klášteře Windesheim u Zwolle. Navázala na starší mystickou zbožnost Mistra Eckharta a H. Susa a znamenala prohloubení a vyvrcholení celkové tendence středověké městské zbožnosti, která kladla stále větší důraz na individuální a vnitřní stránku náboženského života. Zaměřovala se na osobní modlitbu, meditaci a úctu ke svátosti oltářní, v níž se každý člověk setkává osobně s Ježíšem Kristem. Hlavním a konečným cílem zbožného života byla osobní spása a věčný život s Kristem po smrti. Nicméně prostředkem nebyla slavná a veřejná bohoslužba, nýbrž láska a vnitřní opravdovost člověka, jak o tom křesťané četli a slyšeli v evangeliu.
Čtyřmi hlavními důrazy tedy byly život v Kristu (imitatio Christi), četba Písma (lectio devota), růst v osobní svatosti (progressio sanctitatis) a rozvinutí niternosti (explicatio interioritatis).
Od předchozí mystické zbožnosti se devotio moderna lišila také tím, že odmítala spekulaci, zdůrazňovala tichou pokoru a ač Groote praxi soudobé církve často a ostře kritizoval, dbal na to, aby se s ní nedostal do konfliktu. Papežové 15. století devotio moderna také podporovali a bránili ji proti různým obviněním. Podezření budilo hlavně to, že Bratří společného života sice žili společně, nebyli to ale řeholníci a živili se převážně řemesly. Sám Groote z pokory odmítl stát se knězem, zato se velmi snažil o náboženskou výchovu budoucích kněží. Na škole v Deventeru, kterou založil, studovaly až dva tisíce mladých mužů a jeho spisy se ve velkém opisovaly a šířily.

## Význam a vliv
Duchovní školou devotio moderna prošla řada významných lidí, například Jan Ruysbroek nebo Mikuláš Kusánský. Nejvýznamnější její dílo, Následování Krista od Tomáše Kempenského (1380–1471), ovlivnilo Martina Luthera i Erasma Rotterdamského a jeho způsob rozjímání inspiroval Ignáce z Loyoly a jeho „Duchovní cvičení“. Následování Krista dlouho bylo po Bibli nejčtenější knihou vůbec a vycházelo v mnoha jazycích.
Devotio moderna měla také zajímavé styky s předhusitskými Čechami. Groote sám navštívil Prahu a svého nástupce a pokračovatele Florense Radewijna poslal studovat na pražskou univerzitu a snad i studovat spisy smíchovských kartuziánů.
Groote v Praze poznal Konráda Waldhausera a Jana Milíče.
V Čechách lze nalézt stopy moderních duchovních proudů v Malogranatu, administrativní reformě Arnošta z Pardubic, u Waldhausera a v reformním útulku Jeruzalém Jana Milíče. Devotio moderna vystupuje jako průvodní rys krize pozdního středověku a klade důraz na individuální zbožnost a meditaci. Její těžiště se přesouvá do řeholních řádových institucí augustiniánů, kartuziánů a uherských paulinů. V Čechách je za centrum považována augustiniánská kanonie v Roudnici nad Labem, která byla propojena s bratrskými domy v Nizozemí a Vestfálsku, a smíchovská kartouza. Zbožnost, kterou propagují, hledá střední cestu mezi světským životem a poustevnickou askezí, osobní prožitek víry, uměřenost, introspekci, modlitbu a religiozitu prostou excesů. Roudnický převor Petr Klarifikátor, autor spisu Compendium honestae vitae, byl osobním kaplanem arcibiskupa Jana z Jenštejna; v tomto spisu už se objevují formulace známé z pozdějšího Následování Krista Tomáše Kempenského.

## Charakteristické citáty
Následující citáty z Tomáše Kempenského mohou přiblížit postoje devotio moderna:
“Buď vděčný za ty nejmenší dary, pak možná dostaneš větší“
“Láska létá, běhá, raduje se a je svobodná; nic ji nemůže zadržet“
“Udržuj mír nejdřív sám v sobě, pak ho budeš moci přinést i druhým“
“Nezlob se, že nemůžeš dosáhnout, aby druhý byl podle tvého přání; nemůžeš toho dosáhnout ani sám u sebe“
“Ze dvojího zla musíme volit to menší“
“Pamatuj, že ztracený čas se nevrátí“
“Nikdy nezahálej; čti, piš, modli se, rozjímej nebo dělej něco pro obecné dobro“
“Zaměstnaného pokouší jeden ďábel, zahálčivého celý pluk.“